# Der Bulle von Tölz: Tod auf Tournee
Tod auf Tournee ist ein deutscher Fernsehfilm von Walter Bannert aus dem Jahr 1997 nach einem Drehbuch von Claus Peter Hant. Es ist die 6. Folge der Krimiserie Der Bulle von Tölz mit Ottfried Fischer als Hauptdarsteller in der Rolle des Hauptkommissars Benno Berghammer. Die Erstausstrahlung erfolgte am 19. Januar 1997 auf Sat.1.

## Handlung
Resi und Benno Berghammer gehen ins Theater. Sie folgen einer Einladung von Resis Ziehtochter Hanna Liebknecht, die als Ensemblemitglied eines Tourneetheaters auf der Bühne steht. Frau Berghammer ist entsetzt, als sie vor der Vorstellung Hanna sieht, denn diese ist nur sehr spärlich bekleidet.
Robert Rieber von den „Tölzer Nachrichten“ begibt sich in der Garderobe auf die Suche nach einem Interviewpartner und wird schließlich bei Maria Schranner fündig, die ihm eine Story in Aussicht stellt, die wie eine Bombe einschlagen werde. Sie will aber erst am nächsten Tag damit herausrücken.
In einer Szene der aufgeführten Komödie erschießt der Hausherr (gespielt von Boris Bartholdi) das Hausmädchen (gespielt von Maria Schranner). Als sich herausstellt, dass die Schauspielerin wirklich tot ist, überprüft Kommissar Benno Berghammer die Waffe und sieht, dass sie mit scharfer Munition statt mit einer Platzpatrone geladen war. Da praktisch jeder vom Tourneetheater Zugang zu den Requisiten hatte, gestalten sich die Ermittlungen schwierig.
Boris Bartholdi sagt aus, er habe Maria Schranner erst beim Tourneetheater kennengelernt, privat seien sie einander nicht näher gekommen. Er habe für den kommenden Tag einen Termin mit seinem Psychotherapeuten in Berlin ausgemacht; er müsse unbedingt dorthin. Doch Berghammer untersagt ihm, Bad Tölz zu verlassen.
Hanna Liebknecht ist der Meinung, Maria Schranner könnte die Rechnung dafür bekommen haben, dass sie den Männern den Kopf verdreht und keinen an sich rangelassen hat.
Harald Berger erzählt Kommissarin Sabrina Lorenz unter vier Augen, Hanna Liebknecht sei eifersüchtig auf Maria Schranner gewesen, weil sie beim Publikum so gut angekommen sei. Obwohl Hanna die Hauptrolle gespielt habe, sei Maria der Publikumsliebling gewesen, und so habe Hanna von Vorstellung zu Vorstellung weniger angehabt, aber das habe ihr auch nichts genützt.
Der Requisiteur Edgar Hübner, der mit Hanna Liebknecht liiert ist, gibt an, alleine für das Laden der Waffe verantwortlich zu sein; eine Verwechslung der Munition schließt er aus, weil das Tourneetheater immer nur mit Platzpatronen arbeitet. Ein Blick ins Vorstrafenregister zeigt Kommissarin Lorenz, dass Hübner einige Delikte auf dem Kerbholz hat. In seinem Hotelzimmer findet sie eine Schachtel mit scharfer Munition, versteckt im Klavier, jedoch fehlt keine Patrone. Darauf angesprochen, erklärt er, er sei Sportschütze, dürfe wegen seiner Vorstrafen aber offiziell weder eine Waffe noch Munition besitzen. Nachdem er von Hanna über den Tod der Kollegin informiert worden sei, habe er die scharfe Munition aus dem Theater geholt.
Robert Rieber erhält vom Rezeptionisten des Hotels, wo die Theaterleute abgestiegen sind, den Hinweis, dass ein gewisser Dr. Engelhard angerufen und Maria Schranner verlangt hat, anscheinend ohne von ihrem Tod zu wissen. Der Journalist sucht daraufhin den Arzt im Krankenhaus auf und gibt sich als Kommissar Benno Berghammer aus. Dr. Engelhard teilt ihm mit, dass Maria Schranner HIV-infiziert war; den Namen desjenigen, der sie angesteckt hat, weiß er nicht.
Nachdem die bisherigen Ermittlungen kein erkennbares Motiv für einen Mord zutage gefördert haben, versuchen die Kommissare herauszufinden, ob Maria Schranner einen heimlichen Geliebten hatte. Im Kommissariat zeigt Polizist Anton Pfeiffer ihnen die Tölzer Nachrichten mit dem Bericht über die HIV-Infektion der Schauspielerin. Daraus schließen Berghammer und Lorenz, dass Schranner ihren Liebhaber anprangern wollte und dieser ihr zuvorgekommen ist. In diesem Moment erhält Berghammer einen Anruf des erbosten Dr. Engelhard, der ihn wegen des Artikels anzeigen will, doch der Kommissar kann ihn davon überzeugen, dass jemand seinen Namen missbräuchlich verwendet hat.
Mittlerweile hat das Tourneetheater einen Ersatz für die Tote gefunden und es wird wieder geprobt, doch Boris Bartholdi schafft es einfach nicht mehr, den Abzug der Waffe zu betätigen. Da er Bad Tölz nicht verlassen darf, lässt er seinen Therapeuten aus Berlin einfliegen. Bartholdi stellt ihn dem Kommissar als Dr. Henkel vor.
Als Kommissar Berghammer erfährt, dass Hanna Liebknecht Rattengift an Maria Schranner geschickt hat, weil diese ihr eine Hauptrolle in einer Fernsehserie weggeschnappt hat, will er Edgar Hübner verhaften, weil er vermutet, dass die beiden gemeinsame Sache gemacht haben. Da sagt der Requisiteur aus, es habe eine zweite Schachtel mit scharfen Patronen gegeben, doch diese sei nicht mehr dort gewesen, als er die Munition in der Nacht vom Theater abgeholt habe. Auf die Frage, ob sie den Therapeuten von Bartholdi kenne, sagt Hanna, er habe ständig mit ihm telefoniert und wenn er irgendwie krank gewesen sei, sei er nach Berlin geflogen; er könne ohne seinen Therapeuten anscheinend gar nicht mehr leben. Einem Geistesblitz folgend, lässt Benno Berghammer die beiden laufen und verschafft sich nähere Informationen über Dr. Henkel. Dieser ist kein Psychotherapeut, sondern eine internationale Aids-Koryphäe. Das lässt für Berghammer und Lorenz den Schluss zu, dass Bartholdi Aids hat. Sie finden in seinem Hotelzimmer die verschwundene Munitionsschachtel und offen herumliegende scharfe Patronen; zudem fehlen einige davon. Die Kommissare eilen ins Theater, wo gerade die Szene mit der Erschießung des Hausmädchens geprobt wird. Die Theaterleiterin Ruth Alberti ist außer sich, weil Bartholdi wieder nicht schießt, obwohl gerade der Therapeut bei ihm gewesen ist. Da richtet Bartholdi seine Waffe gegen sich selbst, legt ein umfassendes Geständnis ab und will abdrücken. Durch das beherzte Eingreifen der Kommissarin geht der Schuss daneben.

## Hintergrund
Die Drehorte waren Bad Tölz, das Konzerthaus Ravensburg und das Schloss Leutstetten; als Schauplatz für die „Pension Resi“ diente das Hollerhaus Irschenhausen.